# Go Go Diva Tour
Il Go Go Diva Tour è la terza tournée del gruppo musicale La Rappresentante di Lista, partita da Palermo il 25 dicembre 2018, dopo una tappa di anteprima a Berlino il 9 dicembre dello stesso anno, e conclusasi a Torino il 28 settembre 2019 dopo cinquanta spettacoli.
La prima parte del tour si svolge dal 25 dicembre 2018 al 28 settembre 2019, per un totale di cinquantuno spettacoli in trentanove tappe italiane. Dopo una breve pausa, La Rappresentante di Lista annuncia sui social una seconda parte del tour - chiamata La Meraviglia - a partire dal marzo 2020, stavolta comprendente anche l'estero: «Per riprenderci la Meraviglia, perché lo stupore esploda nei nostri occhi e non negli spari infami della polizia in Cile. Per esistere insieme come la gente in piazza resiste in tutto il mondo. Per scrivere una possibilità altra, un altro futuro, per non fermarci. Per raccontarvi dov’è andata la nostra Diva in questo anno, dove siamo andati, per esserci ancora, ma insieme a voi. E sogniamo un coro che ci insegni o ci ricordi che cosa vuol dire essere un'unica voce, esserlo dolcemente, perdutamente. Maledettamente vivi ancora una volta». La seconda parte del tour è tuttavia sospesa a causa della pandemia di COVID-19.

## Scaletta
Questa scaletta è relativa alla data di Palermo del 26 dicembre 2019, non a tutte le date del tour:
| Canzoni                    | Album                |
| -------------------------- | -------------------- |
| Gloria                     | Go Go Diva           |
| Ti Amo (nanana)            | Go Go Diva           |
| Alibi                      | Go Go Diva           |
| Guarda Come Sono Diventata | Go Go Diva           |
| Giovane Femmina            | Go Go Diva           |
| Guardateci Tutti           | Bu Bu Sad            |
| Questo Corpo               | Go Go Diva           |
| Poveri Noi                 | Go Go Diva           |
| Panico                     | Go Go Diva           |
| Siamo Ospiti               | Bu Bu Sad            |
| Un'isola                   | Bu Bu Sad            |
| The Bomba                  | Go Go Diva           |
| La Rappresentante di Lista | (Per la) via di casa |
| Mina Vagante               | Bu Bu Sad            |
| Woow                       | Go Go Diva           |

## Concerti
| Data                                                  | Città                      | Luogo/Festival               | Altre informazioni         |
| Go Go Diva Tour (1ª parte)                            | Go Go Diva Tour (1ª parte) | Go Go Diva Tour (1ª parte)   | Go Go Diva Tour (1ª parte) |
| ----------------------------------------------------- | -------------------------- | ---------------------------- | -------------------------- |
| 25 dicembre 2018                                      | Palermo                    | I Candelai                   | sold out                   |
| 26 dicembre 2018                                      | Palermo                    | I Candelai                   | sold out                   |
| 1 febbraio 2019                                       | Torino                     | Hiroshima Mon Amour          | sold out                   |
| 2 febbraio 2019                                       | Milano                     | Serraglio                    | sold out                   |
| 3 febbraio 2019                                       | Milano                     | Serraglio                    | sold out                   |
| 8 febbraio 2019                                       | Pisa                       | Lumiere                      | sold out                   |
| 9 febbraio 2019                                       | Roncade                    | New Age                      | —                          |
| 22 febbraio 2019                                      | Roma                       | Monk                         | sold out                   |
| 23 febbraio 2019                                      | Modena                     | Vibra                        | —                          |
| 1 marzo 2019                                          | Brescia                    | Latteria Molloy              | —                          |
| 2 marzo 2019                                          | Ravenna                    | Bronson                      | —                          |
| 23 marzo 2019                                         | Bologna                    | Locomotiv                    | sold out                   |
| 6 aprile 2019                                         | Firenze                    | Flog                         | —                          |
| 19 aprile 2019                                        | Santa Maria a Vico         | Smav                         | —                          |
| 20 aprile 2019                                        | Arezzo                     | Karemaski                    | —                          |
| 25 aprile 2019                                        | Genova                     | Balena Festival              | —                          |
| 27 aprile 2019                                        | Fabriano                   | Sonic Room                   | —                          |
| 3 maggio 2019                                         | Mestre                     | Circolo Culturale Candiamo   | —                          |
| 17 maggio 2019                                        | Messina                    | Retronouveau                 | —                          |
| 18 maggio 2019                                        | Vittoria                   | Scenica Festival             | —                          |
| 23 maggio 2019                                        | Modena                     | Estatoff                     | —                          |
| 24 maggio 2019                                        | Roma                       | Rai Radio 2 Indie            | entrata gratuita           |
| 26 maggio 2019                                        | Milano                     | MI AMI Festival              | —                          |
| 4 giugno 2019                                         | Cagliari                   | Ateneika                     | —                          |
| 7 giugno 2019                                         | Lucca                      | Wøm Fest                     | —                          |
| 29 giugno 2019                                        | Legnago                    | Sound Vito                   | —                          |
| 4 luglio 2019                                         | Roma                       | Villa Ada                    | entrata gratuita           |
| 5 luglio 2019                                         | Scisciano                  | Farcisentire Festival        | —                          |
| 12 luglio 2019                                        | Montechiarugolo            | Barezzi Preview              | —                          |
| 13 luglio 2019                                        | Arezzo                     | Men/Go Music Fest            | —                          |
| 17 luglio 2019                                        | Torino                     | Flowers Festival             | —                          |
| 18 luglio 2019                                        | Villa di Serio             | Rock sul Serio               | —                          |
| 20 luglio 2019                                        | Montespertoli              | RockUnMonte                  | —                          |
| 21 luglio 2019                                        | Cassano Magnago            | Woodoo Fest                  | —                          |
| 24 luglio 2019                                        | Treviso                    | Suoni di Marca Festival      | —                          |
| 26 luglio 2019                                        | Giovinazzo                 | Giovinazzo Rock              | —                          |
| 27 luglio 2019                                        | Trevi                      | Antifestival                 | —                          |
| 30 luglio 2019                                        | Montalto di Castro         | Revolution Camp              | —                          |
| 3 agosto 2019                                         | Platania                   | Color Fest                   | —                          |
| 8 agosto 2019                                         | Attigliano                 | San Lorenzo Giovani          | —                          |
| 10 agosto 2019                                        | Castelbuono                | Ypsigrock Festival           | —                          |
| 17 agosto 2019                                        | Brescia                    | Festa Radio Onda d'Urto      | —                          |
| 22 agosto 2019                                        | Vinadio                    | Balla coi Cinghiali          | —                          |
| 30 agosto 2019                                        | Modena                     | Modena Indie Festival        | —                          |
| 31 agosto 2019                                        | Senigallia                 | Mamamia                      | —                          |
| 1 settembre 2019                                      | Acquaviva                  | Live Rock Festival Acquaviva | —                          |
| 6 settembre 2019                                      | Empoli                     | Beat Festival                | —                          |
| 8 settembre 2019                                      | Peglio                     | Happennino Festival          | —                          |
| 13 settembre 2019                                     | Bologna                    | Tutto Molto Bello            | —                          |
| 20 settembre 2019                                     | Trento                     | Poplar Festival              | —                          |
| 28 settembre 2019                                     | Torino                     | Nastro Azzurro Live          | —                          |
| La Meraviglia (2ª parte)                              |                            |                              |                            |
| — (tour annullato a causa della pandemia di COVID-19) |                            |                              |                            |

### Concerti riprogrammati o cancellati
| Data                     | Città                    | Luogo                    | Riprogrammazione         | Motivo                   |
| La Meraviglia (2ª parte) | La Meraviglia (2ª parte) | La Meraviglia (2ª parte) | La Meraviglia (2ª parte) | La Meraviglia (2ª parte) |
| ------------------------ | ------------------------ | ------------------------ | ------------------------ | ------------------------ |
| 7 marzo 2020             | Livorno                  | The Cage                 | 18 aprile 2020           | Pandemia di COVID-19     |
| 14 marzo 2020            | Roma                     | Monk                     | 28 aprile 2020           | Pandemia di COVID-19     |
| 15 marzo 2020            | Roma                     | Monk                     | 29 aprile 2020           | Pandemia di COVID-19     |
| 19 marzo 2020            | Milano                   | Alcatraz                 | 19 maggio 2020           | Pandemia di COVID-19     |
| 20 marzo 2020            | Padova                   | Hall                     | 15 maggio 2020           | Pandemia di COVID-19     |
| 26 marzo 2020            | Bologna                  | Locomotiv                | 16 maggio 2020           | Pandemia di COVID-19     |
| 27 marzo 2020            | Bologna                  | Locomotiv                | 17 maggio 2020           | Pandemia di COVID-19     |
| 28 marzo 2020            | Bari                     | Démodé Club              | cancellato               | Pandemia di COVID-19     |
| 3 aprile 2020            | Parigi                   | La Boule Noir            | cancellato               | Pandemia di COVID-19     |
| 5 aprile 2020            | Londra                   | The Garage               | cancellato               | Pandemia di COVID-19     |
| 10 aprile 2020           | Brescia                  | Latteria Molloy          | cancellato               | Pandemia di COVID-19     |
| 17 aprile 2020           | Torino                   | Hiroshima                | cancellato               | Pandemia di COVID-19     |
| 18 aprile 2020           | Livorno                  | The Cage                 | cancellato               | Pandemia di COVID-19     |
| 20 aprile 2020           | Senigallia               | Mamamia                  | 24 aprile 2020           | Questioni logistiche     |
| 24 aprile 2020           | Senigallia               | Mamamia                  | cancellato               | Pandemia di COVID-19     |
| 25 aprile 2020           | Firenze                  | Auditorium FLOG          | cancellato               | Pandemia di COVID-19     |
| 28 aprile 2020           | Roma                     | Monk                     | cancellato               | Pandemia di COVID-19     |
| 29 aprile 2020           | Roma                     | Monk                     | cancellato               | Pandemia di COVID-19     |
| 15 maggio 2020           | Padova                   | Hall                     | cancellato               | Pandemia di COVID-19     |
| 16 maggio 2020           | Bologna                  | Locomotiv                | cancellato               | Pandemia di COVID-19     |
| 17 maggio 2020           | Bologna                  | Locomotiv                | cancellato               | Pandemia di COVID-19     |
| 19 maggio 2020           | Milano                   | Alcatraz                 | cancellato               | Pandemia di COVID-19     |